# Trap (muziek)
Met trap, toontrap of trede worden in de muziektheorie de tonen van een toonladder aangeduid. Een trap wordt gemakshalve aangegeven met een Romeins cijfer, en wel zo dat de grondtoon  de trap I is, de secunde de trap II, enz. In het bijzonder wordt in de harmonieleer een drieklank op een bepaalde trap aangeduid met het cijfer van die trap.

## Trappen in de majeurtoonladder
In de toonladder van C 
zijn de trappen als volgt:
- I: c-e-g (grote drieklank, tonica)
- II: d-f-a (kleine drieklank, soms supertonica genoemd)
- III: e-g-b (kleine drieklank, mediant)
- IV: f-a-c (grote drieklank, onder-dominant of subdominant)
- V: g-b-d (grote drieklank, dominant)
- VI: a-c-e (kleine drieklank, mineurparallel, soms gebruikt als bedrieglijk slotakkoord)
- VII: b-d-f (verminderde drieklank, soms ter vervanging van dominant gebruikt)

## Trappen in de mineurtoonladder
In de toonladder van c-mineur 
zijn de trappen als volgt:
- I: c-es-g (kleine drieklank, tonica)
- II: d-f-as (verminderde drieklank)
- III: es-g-bes (grote drieklank, majeurparallel)
- IV: f-as-c (kleine drieklank, subdominant)
- V: g-bes-d (kleine drieklank, dominant)

of:
- V: g-b-d (grote drieklank, harmonisch gebruikt als dominant)
- VI: as-c-es (grote drieklank, soms gebruikt als bedrieglijk slotakkoord)
- VII: bes-d-f (grote drieklank, soms ter vervanging van V gebruikt)

## Voorbeelden
- De trapnamen verwijzen niet automatisch naar het septiem als het een vierklank betreft. Als de dominant septiem in het akkoord voorkomt, zet men die erbij als 7.
Voorbeeld: in C-majeur: V7-I is de akkoordopeenvolging g-b-d-f gevolgd door c-e-g.
- Mineurtrappen worden soms met kleine romeinse cijfers aangeduid om het verschil tussen majeur en mineur aan te duiden. Dit gebeurt vooral in jazzmuziek. In klassieke muziek hanteert men doorgaans alleen de hoofdletters.
- De derde trap uit de C-majeurladder (C III) bestaat uit de tonen e - g - b, een mineurakkoord, deze trap kan men dan aanduiden met iii.
Voorbeeld: de tonen e - g - b - d in de toonladder van C noteert men dan als iii7.
- In mineur worden, vanwege de noodzakelijke leidtoon naar de tonica (een kleine secunde), niet altijd 'laddereigen' tonen gebruikt voor de trappen. Tenminste, niet laddereigen in de 'oorspronkelijke mineurtoonladder'. De trappen maken hier dan eigenlijk gebruik van de harmonische mineurtoonladder. 
Voorbeeld: Een stuk staat in a-klein. De dominant in een mineurtoonladder - V - zou dan bestaan uit de tonen e - g - b. Omdat de g hier niet als leidtoon naar de a loopt, wordt deze verhoogd naar een gis. Dat maakt tevens het akkoord een majeurakkoord. Deze gis wordt niet bij de trap vermeld, omdat de V altijd automatisch als dominant wordt gebruikt.

## Gebruik van trappen
De trappen worden gebruikt om muziek harmonisch te analyseren. Ook worden ze gebruikt om een akkoordprogressie te noteren. Trappen zijn dus voornamelijk een muziektheoretisch hulpmiddel.

## Omkering
Elke trap kan worden omgekeerd (ook wel inversie genoemd). Dat betekent dat de ligging van de onderste noot van de trap ten opzichte van de bovenste twee noten veranderd wordt. Bij drieklanken kennen we 3 vormen:
- Grondvorm, aanduiding met de romeinse letter van de trap, voorbeeld in C: I = c-e-g
- Eerste omkering, of sextligging, aangeduid met een '6', voorbeeld in G: {\displaystyle {\begin{smallmatrix}^{6}\\{}\end{smallmatrix}}} = b-d-g
- Tweede omkering, of kwartsextligging, aangeduid met {\displaystyle {\begin{smallmatrix}_{6}\\^{4}\end{smallmatrix}}}, voorbeeld in D: I {\displaystyle {\begin{smallmatrix}_{6}\\^{4}\end{smallmatrix}}}, a-d-fis

Een voorbeeld van een veel voorkomende progressie van trappen is bijvoorbeeld: I, IV, I{\displaystyle {\begin{smallmatrix}_{6}\\^{4}\end{smallmatrix}}}, V, I.